# Précieux
Précieux is een gemeente in het Franse departement Loire (regio Auvergne-Rhône-Alpes). De plaats maakt deel uit van het arrondissement Montbrison. Précieux telde op 1 januari 2022 1.040 inwoners.

## Geografie
De oppervlakte van Précieux bedroeg op 1 januari 2022 16,29 vierkante kilometer; de bevolkingsdichtheid was toen 63,8 inwoners per km².

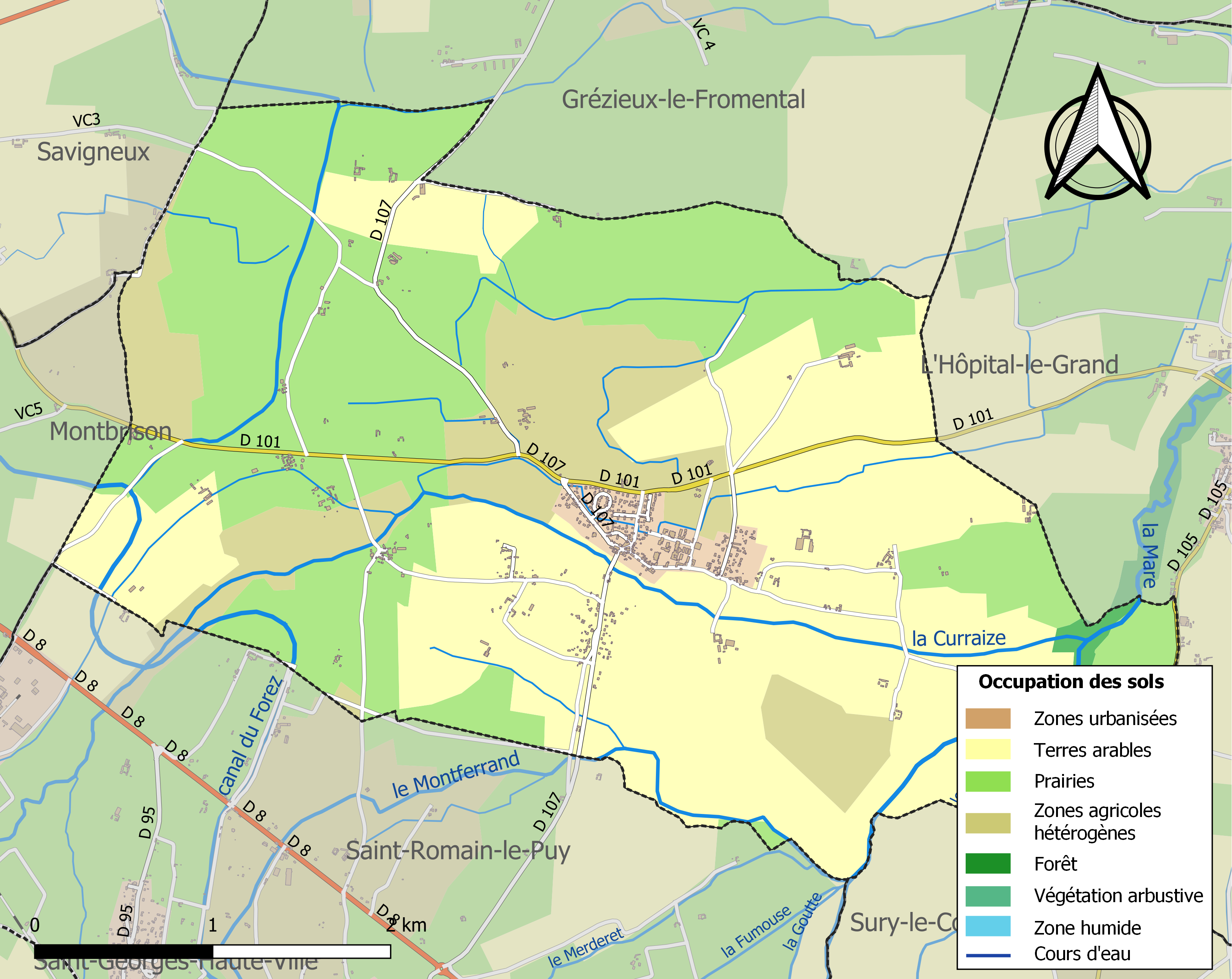
Kaart van de gemeente met de belangrijkste infrastructuur, bodemgebruik en omliggende gemeenten

## Demografie
Onderstaande figuur toont het verloop van het inwonertal (bron: INSEE-tellingen).